# Callipepla californica
El colín de California (Callipepla californica), también conocida como codorniz de California o simplemente codorniz, es una especie de ave galliforme de la familia Odontophoridae originaria de California (Estados Unidos) y Baja California (México).

## Descripción
- Dimensiones: 25-26 cm
- Macho: frente blanquecina. Corona café separada de la frente por líneas negra y blanca y copete de plumas anchas negras dobladas hacia adelante. Garganta y cuello delantero negro bordeada por una línea ancha blanca hasta las auriculares. Cuello trasero con pequeñas plumas blanquecinas bordeadas de negro. Dorso, supracaudales y cobertoras gris tierra. Pecho gris. Abdomen con plumas amarillas bordeadas de negro. Centro del abdomen con plumas rufas bordeadas de negro. Flancos gris tierra con líneas longitudinales blancas. Subcaudales café claro con línea central pardo oscuro. Alas redondeadas. Primarias gris tierra. Secundarias gris tierra con finos bordes blanquecinos. Pico negro. Patas grisáceas.
- Hembra: algo más pequeña y más café. Cabeza café; sin el negro y blanco del macho; copete negro más corto y delgado. Plumas del abdomen amarillo pálido.

## Subespecies
Se conocen ocho subespecies de Callipepla californica:
- C. c. californica - del norte de Oregón y oeste de Nevada al sur de California e islas Coronado.
- C. c. orecta - sudesde de Oregon (Warner Valley) y extremo norte de California.
- C. c. brunnescens - del extremo norte de la costa de California al sur del condado de Santa Cruz.
- C. c. catalinensis - Isla de Santa Catalina (frente al sur de California).
- C. c. canfieldae - Valle Owens (este-centro de California)
- C. c. plumbea - de San Diego al noroeste de Baja California.
- C. c. decolorata - Baja California entre las latitudes 25° y 30° N.
- C. c. achrustera - sur de Baja California.

## Como especie introducida
Ha sido introducida en Chile, Columbia Británica, Hawái, Argentina, Nueva Zelanda, isla Norfolk e isla King en Australia. 

### La codorniz californiana en Chile
Algunas parejas fueron llevadas a Chile alrededor del año 1870 aclimatándose en tan buena forma que hoy es un ave típica de los campos y quebradas chilenas en su zona de distribución. Muy abundante en la zona central de Chile, su perfecta aclimatación al territorio se puede ver en el aumento en los rangos de distribución,  el cual por el norte corresponde a La Serena (Región de Coquimbo) y Balmaceda (Región de Aysén) por el sur. También existe una población aislada en San Pedro de Atacama (Región de Antofagasta), la cual ha sido registrada desde el año 2006 en eBird.

## Galería

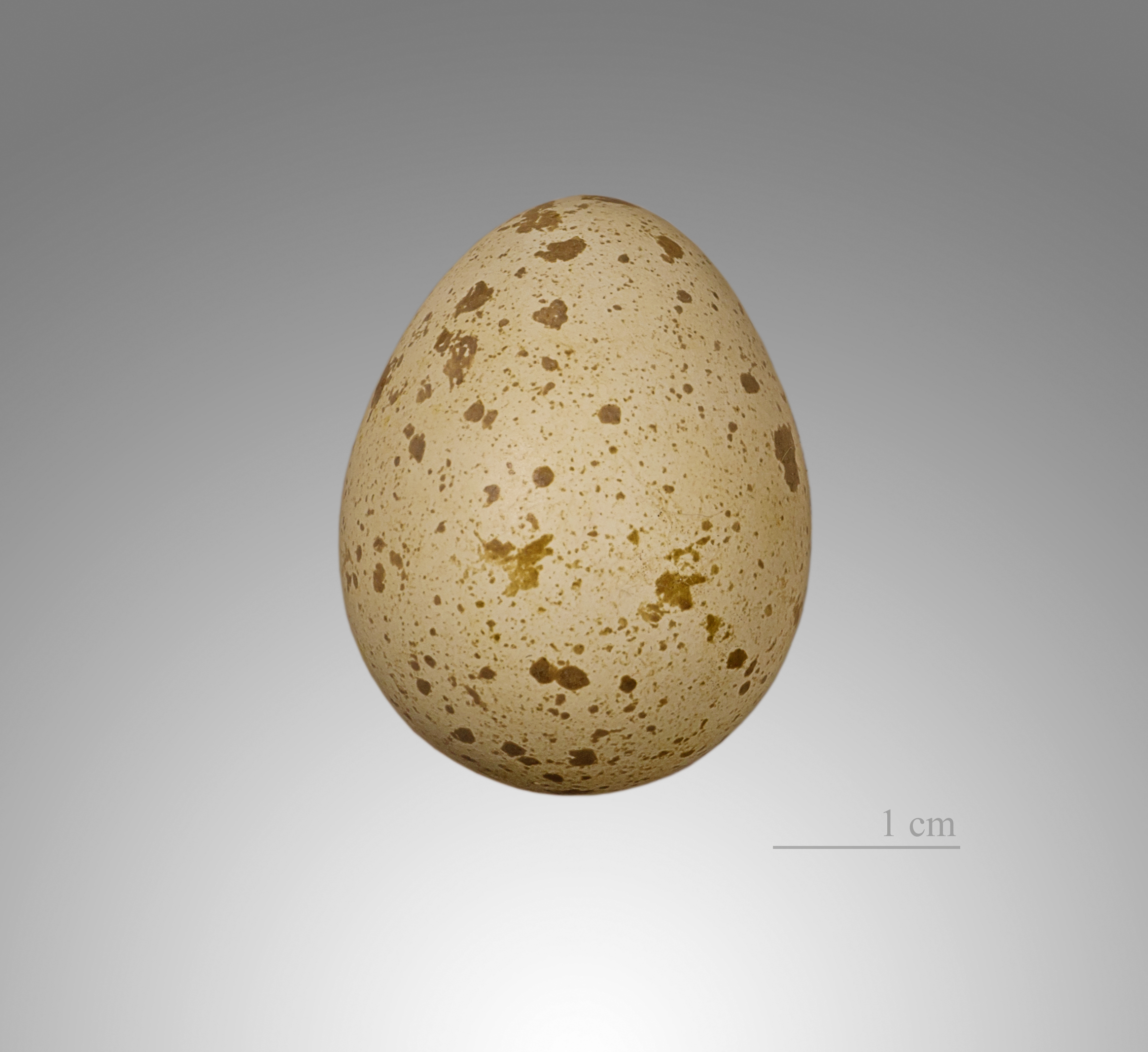
Callipepla californica - MHNT
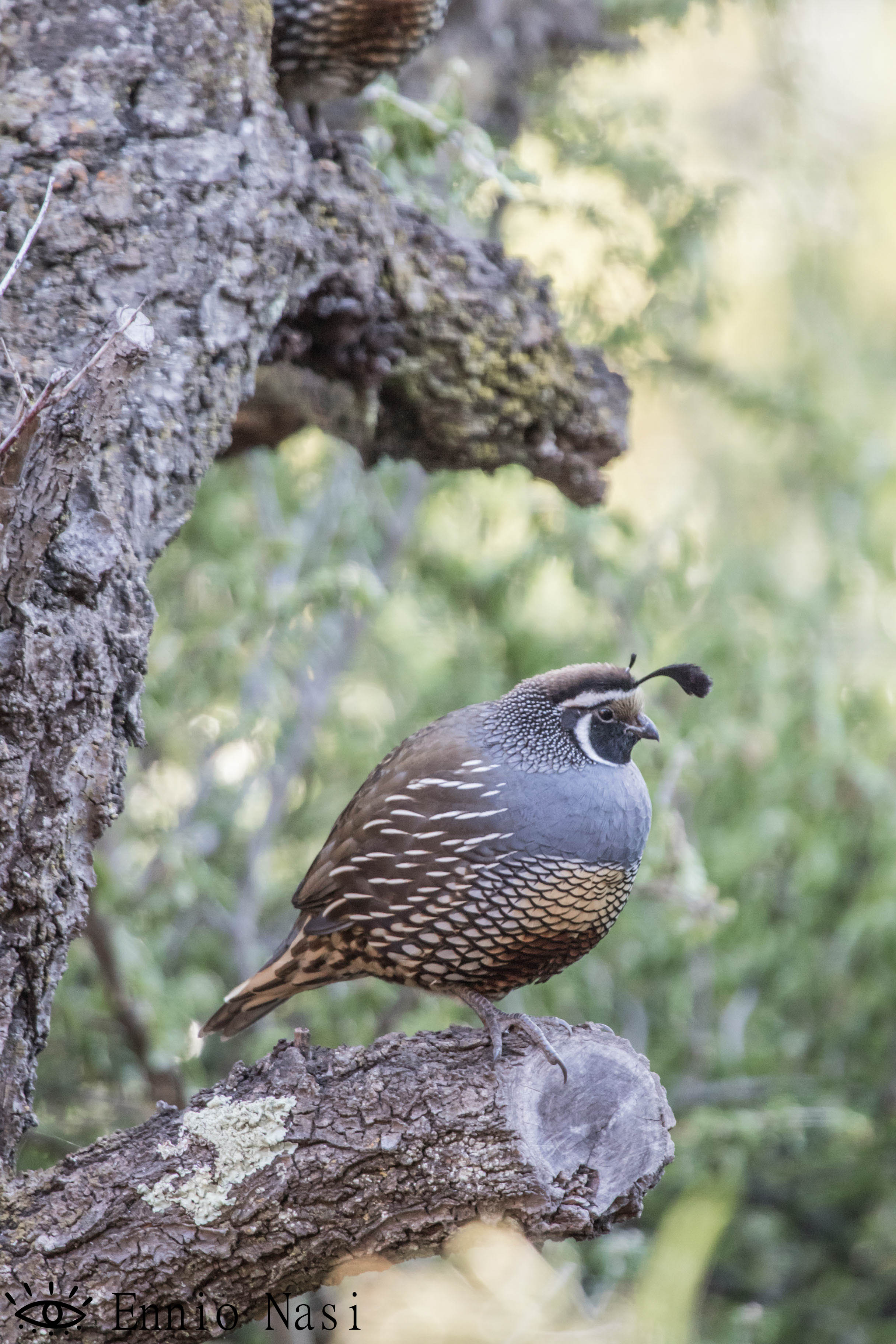
Codorniz Californiana, El Arrayán
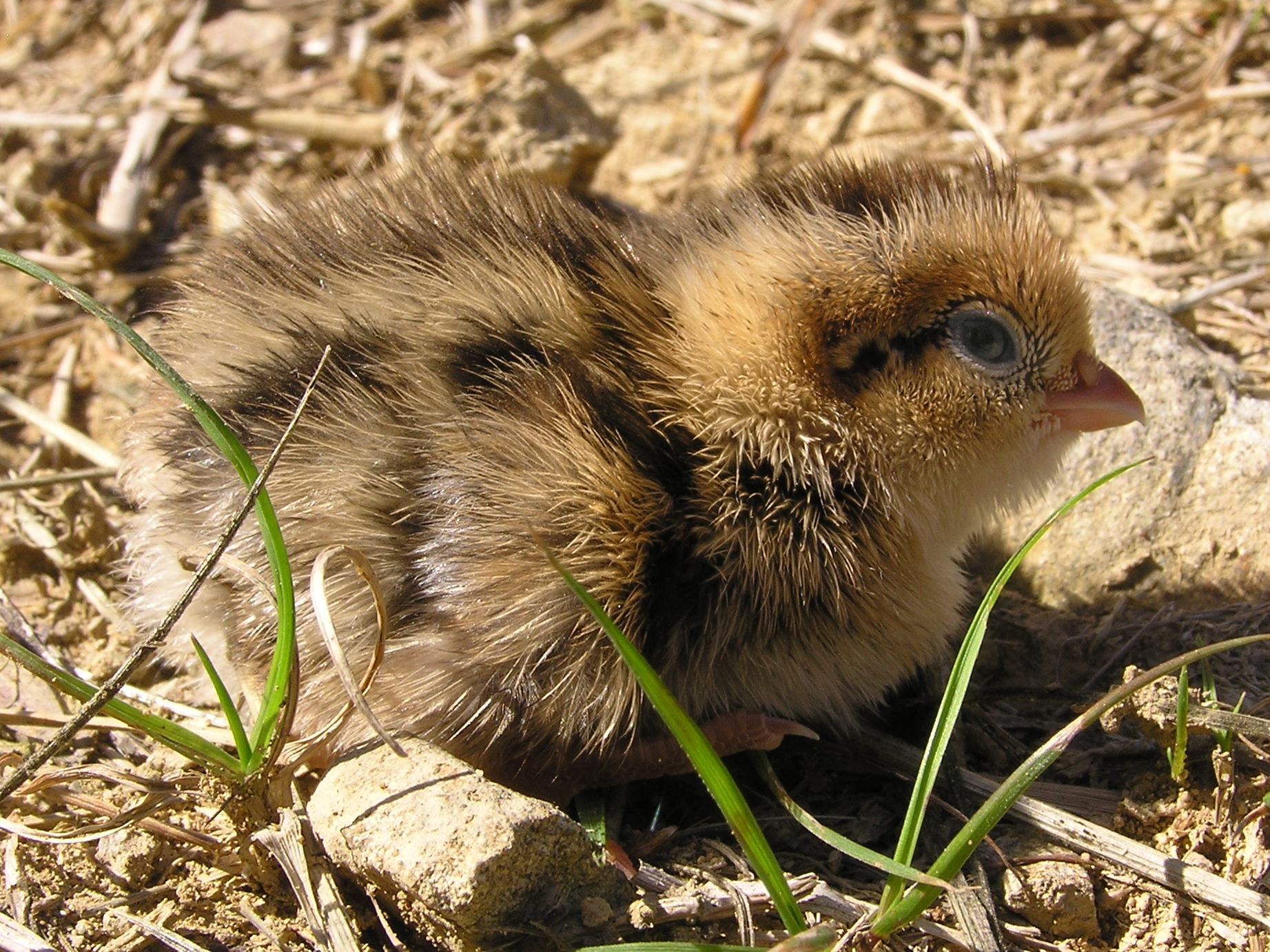
Un polluelo de colín de California